# Президентские выборы в Италии (1985)

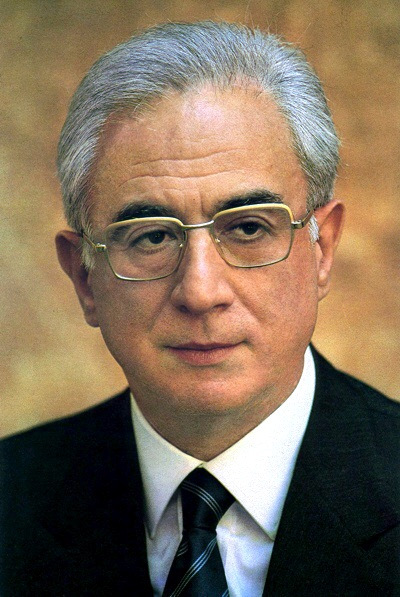
Франческо Коссига

Президентские выборы в Италии 1985 года проходили в соответствии с Конституцией. Согласно статье 83 Конституции, выборы президента Италии осуществляются парламентом на совместном заседании его членов. Для избрания кандидат должен получить большинство в две трети голосов членов собрания. После третьего голосования достаточно абсолютного большинства.
Голосование проходило 24 июня, в первом же туре президентом был избран Франческо Коссига с 752 голосами против 16 голосов у Арнальдо Форлани. Президент Алессандро Пертини, чей мандат заканчивался 9 июля, ушёл в отставку 29 июня, 3 июля Ф. Коссига был приведён к присяге.

## Голосование

### 1 тур
Присутствовало: 979, Голосовало: 977, Воздержалось: 2.
Число голосов, необходимое для избрания: 674.
| Кандидаты                  | Число поданных голосов |
| -------------------------- | ---------------------- |
| Франческо Коссига          | 752                    |
| Арнальдо Форлани           | 16                     |
| Алессандро Пертини         | 12                     |
| Камилла Чедерна            | 8                      |
| Бениньо Закканьини         | 7                      |
| Аминторе Фанфани           | 5                      |
| Джулио Андреотти           | 3                      |
| Тина Ансельми              | 3                      |
| Норберто Боббио            | 3                      |
| Арриго Больдрини           | 3                      |
| Пьетро Инграо              | 2                      |
| Марио Мелис                | 2                      |
| Марко Паннелла             | 2                      |
| Пустые бюллетени           | 141                    |
| Отсутствующие бюллетени    | 11                     |
| Недействительные бюллетени | 7                      |

Итог: Франческо Коссига избран президентом Итальянской республики.